# 羽田憲司
羽田憲司（1981年12月1日—），前日本職業足球員，日本20歲以下足球代表隊成員。

## 俱乐部生涯
2000年，羽田憲司在鹿島鹿角开始足球生涯。2007年转会至大阪櫻花，2011年转会至神戶勝利船。2012年，引退。

## 日本國家足球隊
羽田憲司参加了2001年世界青年錦標賽。

## 外部連結
- （日語）J.League Data Site （页面存档备份，存于）